# Arch Johnson
Pour les articles homonymes, voir Johnson.
Archibald Winchester « Arch » Johnson est un acteur américain, né le 14 mars 1922 à Minneapolis (Minnesota), mort le 9 octobre 1997 à Snow Hill (Maryland).

## Biographie
Au cinéma, le premier film d'Arch Johnson — dans un petit rôle non crédité — est Niagara d'Henry Hathaway (avec Marilyn Monroe et Joseph Cotten), sorti en 1953.
Suivent dix-sept autres films américains disséminés jusqu'en 1984, dont Marqué par la haine de Robert Wise (1956, avec Paul Newman et Pier Angeli), Café Europa en uniforme de Norman Taurog (1960, avec Elvis Presley et Juliet Prowse), Attaque au Cheyenne Club de Gene Kelly (1970, avec James Stewart et Henry Fonda) et L'Arnaque de George Roy Hill (1973, avec Paul Newman et Robert Redford).
Pour la télévision, il contribue à cent-quatorze séries entre 1956 et 1988, dont La Quatrième Dimension (trois épisodes, 1961-1962), Rawhide (cinq épisodes, 1961-1964), Ma sorcière bien-aimée (deux épisodes, 1968-1971), ou encore Wonder Woman (deux épisodes, 1977). S'y ajoutent huit téléfilms de 1967 à 1990.
Au théâtre, Arch Johnson joue à Broadway (New York) dans trois pièces durant les années 1950, dont Sainte Jeanne de George Bernard Shaw (1956-1957, avec Siobhan McKenna et Ian Keith).
Mais surtout, il crée à Broadway le rôle du lieutenant Schrank, dans le drame musical West Side Story, sur une musique de Leonard Bernstein (1957-1959, avec Larry Kert et Carol Lawrence), rôle qu'il tient à nouveau lors d'une reprise de l'œuvre au même lieu en 1980. Notons que dans l'adaptation au cinéma en 1961 sous le même titre original, le lieutenant Schrank est personnifié par Simon Oakland.

## Filmographie partielle

### Cinéma

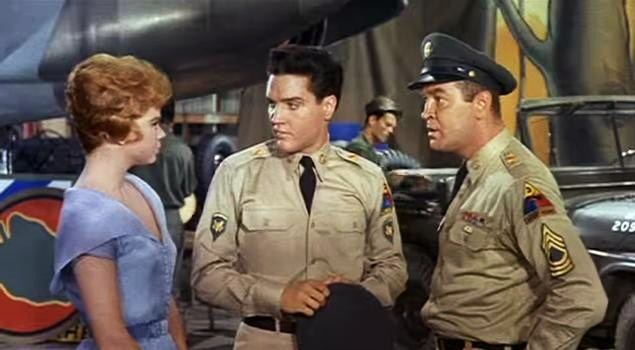
De g. à d. : Juliet Prowse, Elvis Presley et Arch Johnson, dans Café Europa en uniforme (1960)

- 1953 : Niagara d'Henry Hathaway : un chauffeur de taxi
- 1956 : Marqué par la haine (Somebody Up There Likes Me) de Robert Wise : Heldon
- 1960 : Café Europa en uniforme (G.I. Blues) de Norman Taurog : Sergent McGraw
- 1963 : Le Motel du crime (Twilight of Honor) de Boris Sagal : Mac McWade
- 1970 : On n'achète pas le silence (The Liberation of L. B. Jones) de William Wyler : Stanley Bumpas
- 1970 : Attaque au Cheyenne Club (The Cheyenne Social Club) de Gene Kelly : Marshal Anderson
- 1972 : Napoléon et Samantha (Napoleon and Samantha) de Bernard McEveety : le chef de la police
- 1973 : Justice sauvage (Walking Tall) de Phil Karlson : Buel Jaggers
- 1973 : L'Arnaque (The Sting) de George Roy Hill : Combs
- 1975 : L'Odyssée du Hindenburg (The Hindenburg) de Robert Wise : Capitaine B. F. Farley
- 1978 : The Buddy Holly Story de Steve Rash : M. Holly
- 1983 : Hold-up en jupons (Easy Money) de James Signorelli

### Télévision
Séries
- 1959-1960 : Maverick
  - Saison 3, épisode 2 Royal Four Flush (1959) d'Arthur Lubin : Placer Jack Mason
  - Saison 4, épisode 7 A Bullet for the Teacher (1960 - Ephrim Burch) et épisode 14 The Bold Fenian Men (1960 - Colonel Gaylord Summers)
- 1960 : Sugarfoot
  - Saison 3, épisode 18 The Long Dry de Lew Landers : Turner Evans
- 1960 : Bat Masterson
  - Saison 2, épisode 35 The Big Gamble de Franklin Adreon : M. Smith
- 1960 : Hong Kong
  - Saison unique, épisode 4 Freebooter de Charles F. Haas : Barney Vance
- 1960 : Alfred Hitchcock présente (Alfred Hitchcock Presents)
  - Saison 5, épisode 25 The Little Man Who Was There (Jamie McMahon) et épisode 33 Party Line (Heywood Miller)
  - Saison 6, épisode 7 Outlaw in Town d'Herschel Daugherty : Bart McCormick
- 1960-1962 : 77 Sunset Strip
  - Saison 2, épisode 22 Safari (1960) de George Waggner : Simon Galbraith
  - Saison 5, épisode 7 Wolf! Cried the Blonde (1962) de Robert Douglas : Warren Bodger
- 1960-1966 : Perry Mason, première série
  - Saison 4, épisode 4 The Case of the Singular Double (1960) : John Ruskin
  - Saison 5, épisode 8 The Case of the Travelling Treasure (1961) : Karl Magovern
  - Saison 6, épisode 20 The Case of the Golden Oranges (1963) : Gerald Thornton
  - Saison 7, épisode 16 The Case of the Ice-Cold Hands (1964) de Jesse Hibbs : Marvin Fremont
  - Saison 9, épisode 24 The Case of the Fanciful Frail (1966) de Jesse Hibbs : Frank Carruthers
- 1961 : Aventures dans les îles (Adventures in Paradise)
  - Saison 3, épisode 5 Le Cercle fermé (The Closing Circle) de Felix E. Feist : Tom Wilson
- 1961-1962 : La Quatrième Dimension (The Twilight Zone)
  - Saison 2, épisode 20 Parasites (Static, 1961 - Roscoe Bragg) de Buzz Kulik et épisode 22 Conversation avec l'au-delà (Long Distance Call, 1961 - un pompier)
  - Saison 3, épisode 20 Règlements de compte pour Rance McGrew (Showdown with Rance McGrew, 1962) de Christian Nyby : Jesse James
- 1961-1964 : Rawhide
  - Saison 3, épisode 16 Sur le retour (Incident on the Road Back, 1961) : James Cronin
  - Saison 5, épisode 10 Le Mari récalcitrant (Incident of the Reluctant Bridegroom, 1962 - John Landy) de Don McDougall et épisode 18 Crooked Hat (Incident at Crooked Hat, 1963 - Big Sam Talbot) de Don McDougall
  - Saison 6, épisode 5 Paradise (Incident at Paradise, 1963 - Harry Johanson) de Thomas Carr et épisode 19 L'Arroseur arrosé (Incident of the Pied Piper, 1964 - Shérif Andrews)
- 1962 : La Grande Caravane (Wagon Train)
  - Saison 5, épisode 16 The Hobie Redman Story de Virgil W. Vogel : Glen Andrews
- 1962 : Le Jeune Docteur Kildare (Dr. Kildare)
  - Saison 1, épisode 22 The Bronc-Buster de Paul Stanley : Lucky Elcott
- 1962 : Cheyenne
  - Saison 6, épisode 14 A Man Called Ragan de Richard C. Sarafian : Ben Stark
- 1962-1967 : Bonanza
  - Saison 4, épisode 3 The Artist (1962) de Don McDougall : Gavin
  - Saison 5, épisode 25 Return to Honor (1964) : E. J. Butler
  - Saison 9, épisode 4 Judgment at Olympus (1967) de John Rich : A. Z. Wheelock
- 1962-1970 : Gunsmoke ou Police des plaines (Gunsmoke ou Marshal Dillon)
  - Saison 7, épisode 27 Wagon Girls (1962) d'Andrew V. McLaglen : Feester
  - Saison 10, épisode 14 Hammerhead (1964) de Christian Nyby : Big Jim Ponder
  - Saison 12, épisode 4 The Mission (1966) de Mark Rydell : Sergent Macklin
  - Saison 16, épisode 4 Sam McTavish, M.D. (1970) de Bernard McEveety : Barn Bascomb
- 1963 : Laramie
  - Saison 4, épisode 18 No Place to Run de Lesley Selander : Sam Wellman
- 1963 : Les Accusés (The Defenders)
  - Saison 2, épisode 30 Judgment Eve de David Greene : Frank Thorpe
- 1963-1966 : Le Fugitif (The Fugitive)
  - Saison 1, épisode 2 The Witch (1963) : Ty Tyson
  - Saison 3, épisode 19 Echo of a Nightmare (1966) : Nick Jackson
  - Saison 4, épisode 1 The Last Oasis (1966) de Gerald Mayer : Shérif Prycer
- 1963-1971 : Le Virginien (The Virginian ; saison 9 : The Men from Shiloh)
  - Saison 2, épisode 4 A Killer in Town (1963) de John English : Dr Ashley
  - Saison 3, épisode 25 Timberland (1965) de Don McDougall : Charles Daniels
  - Saison 9, épisode 14 Nan Allen (1971) : Shérif Tracey
- 1964 : Les Monstres (The Munsters)
  - Saison 1, épisode 7 L'Homme d'acier (Tin Can Men) d'Earl Bellamy : M. Taggert
- 1964-1969 : Daniel Boone
  - Saison 1, épisode 1 Ken-Tuck-E (1964) de George Marshall : Judson
  - Saison 3, épisodes 16 et 17 The Williamsburg Cannon, Parts I & II (1967) de William Witney : le propriétaire de la taverne
  - Saison 5, épisode 20 For Want of a Hero (1969) de Lee Philips : Hanks
- 1966 : Laredo
  - Saison 1, épisode 18 That's Noway, Thataway d'Howard Morris : le shérif
- 1967 : Cimarron
  - Saison unique, épisode 3 Soir de fête (Broken Wing) de Sam Wanamaker : Parson Endicott
- 1967 : L'Homme de fer (Ironside)
  - Saison 1, épisode 4 Vol sans laisser de trace (A Very Cool Hot Car) : Sergent Breen
- 1967-1969 : La Grande Vallée (The Big Valley)
  - Saison 2, épisode 27 Artiste ou Cow-boy (Showdown in Limbo, 1967) de Bernard McEveety : Frank Sawyer
  - Saison 4, épisode 16 Le Cimetière de Midas (The 25 Graves of Midas, 1969) de Richard Long : Webb Dutton
- 1968 : Les Envahisseurs (The Invaders)
  - Saison 2, épisode 23 Le Miracle (The Miracle) de Robert Day : Père Paul
- 1968 : Les Aventuriers du Far West (Death Valley Days)
  - Saison 16, épisode 26 Tall Heart, Short Temper : Pike Landusky
- 1968-1970 : Les Règles du jeu (The Name of the Game)
  - Saison 1, épisode 12 High on a Rainbow (1968) de Richard A. Colla : Sergent Cook
  - Saison 2, épisode 18 The Garden (1970) de Seymour Robbie : Harry Murdock
- 1968-1971 : Ma sorcière bien-aimée (Bewitched)
  - Saison 4, épisode 18 Le Philtre d'amour (Once in a Vial, 1968) de Bruce Bilson : Bo Callahan
  - Saison 5, épisode 9 Guerre aux promoteurs (Samantha Fights City Hall, 1968) : Harlan Mossler
  - Saison 6, épisode 21 L'Ambitieux Jean-Pierre (What Makes Darrin Run?, 1970 - Bob Braddock) de William Asher et épisode 24 L'Âge ingrat (The Generation Zap, 1970 - M. Harrison) de William Asher
  - Saison 7, épisode 23 Une riche trouvaille (Money Happy Returns, 1971) : Rudolph Kosko
- 1968-1974 : Sur la piste du crime (The F.B.I.)
  - Saison 3, épisode 16 Crisis Ground (1968) de Robert Douglas : Sam Gary
  - Saison 4, épisode 14 The Widow (1968) de Don Medford : Sergent Elliot Carr
  - Saison 6, épisode 24 Turnabout (1971) de Robert Douglas : Leo Conway
  - Saison 9, épisode 18 Diamond Run (1974) : Arnie Cane
- 1969 : Mannix
  - Saison 2, épisode 19 Immeuble insalubre (End Game) de John Llewellyn Moxey : Capitaine Griswold
- 1970 : Dan August
  - Saison unique, épisode 11 The Soldier de Lewis Allen : Sergent Forbes
- 1970-1975 : Docteur Marcus Welby (Marcus Welby, M.D.)
  - Saison 1, épisode 20 Nobody Wants a Fat Jockey (1970) de John Erman : Merritt Parker
  - Saison 7, épisode 9 The Strange Behavior of Paul Kelland (1975) de Randal Kleiser : un entrepreneur
- 1972 : Cannon
  - Saison 1, épisode 23 Attaque aérienne (A Flight of Hawks) de Charles S. Dubin : Shérif Tyson
- 1973 : Banacek
  - Saison 1, épisode 8 Une collection impressionnante (The Greatest Collection of Them All) de George McCowan : Larry Casey
- 1974 : Kung Fu
  - Saison 2, épisode 19 Le Grand Amour de Chen Yi (The Passion of Chen Yi) de John Llewellyn Moxey : Lieutenant Larkin
- 1975 : L'Homme invisible (The Invisible Man)
  - Saison unique, épisode pilote L'Homme invisible (The Invisible Man) de Robert Michael Lewis : Général Turner
- 1973-1975 : Barnaby Jones
  - Saison 2, épisode 4 The Day of the Viper de Walter Grauman : Shérif Les Sprague
  - Saison 4, épisode 5 Honeymoon with Death : Shérif Eustace
- 1975-1976 : Ellery Queen, à plume et à sang (Ellery Queen)
  - Saison unique, épisode 1 Meurtre au réveillon (The Adventure of Auld Lang Syne, 1975) de David Greene, épisode 4 La BD assassinée (The Adventure of the Comic Book Crusader, 1975) et épisode 20 The Adventure of Caesar's Last Sleep (1976) : Commissaire-adjoint Hayes
- 1976 : La Petite Maison dans la prairie (Little House on the Prairie)
  - Saison 2, épisode 16 Le Wagon fou (The Runaway Caboose) de William F. Claxton : Shell
- 1976 : Super Jaimie (The Bionic Woman)
  - Saison 2, épisodes 11 et 12 Rinja Gabrin, 1re et 2e parties (Jaime's Shield, Parts I & II) d'Alan Crosland Jr. (1re partie) et Barry Crane (2e partie) : Commissaire Sam Hart
- 1977 : Drôles de dames (Charlie's Angels)
  - Saison 1, épisode 19 Meurtre à l'hôpital (Terror on Ward One) : George Halvorsen
- 1977 : Wonder Woman
  - Saison 1, épisode 9 Le Jugement de l'espace, 1re partie (Judgment from Outer Space, Part I) d'Alan Crosland Jr. : Général Zachary Kane
  - Saison 2, épisode 5 La Taupe (Knockout) de Seymour Robbie : John Kelly
- 1978 : Switch
  - Saison 3, épisode 14 Coronado Circle : Combes
- 1979 : 200 dollars plus les frais (The Rockford Files)
  - Saison 6, épisode 10 Il y a toujours un début (Just a Coupla Guys) d'Ivan Dixon : Cardinal Finnerty

Téléfilms
- 1967 : Sullivan's Empire de Thomas Carr et Harvey Hart : John Sullivan Sr.
- 1973 : Assurance sur la mort (Double Indemnity) de Jack Smight : M. Dietrichson
- 1974 : Nightmare de William Hale : Super
- 1974 : The Underground Man de Paul Wendkos : Joe Kelsey
- 1975 : Babe de Buzz Kulik : M. Johnson
- 1978 : Happily Ever After de Robert Scheerer : Del Gregory
- 1990 : Meurtre en noir et blanc (Murder in Black and White) de Robert Iscove : Capitaine Barron

## Théâtre à Broadway (intégrale)
- 1955 : The Terrible Swift Sword d'Arthur Steuer : Hunter
- 1956-1957 : Sainte Jeanne (Saint Joan) de George Bernard Shaw : Capitaine La Hire
- 1956-1957 : The Happiest Millionaire de Kyle Crichton : O'Malley (remplacement)
- 1957-1959 : West Side Story, drame musical, musique de Leonard Bernstein, lyrics de Stephen Sondheim, livret d'Arthur Laurents, mise en scène et chorégraphie de Jerome Robbins : Lieutenant Schrank
- 1980 : West Side Story précité, reprise : Lieutenant Schrank